# London Metropolitan University

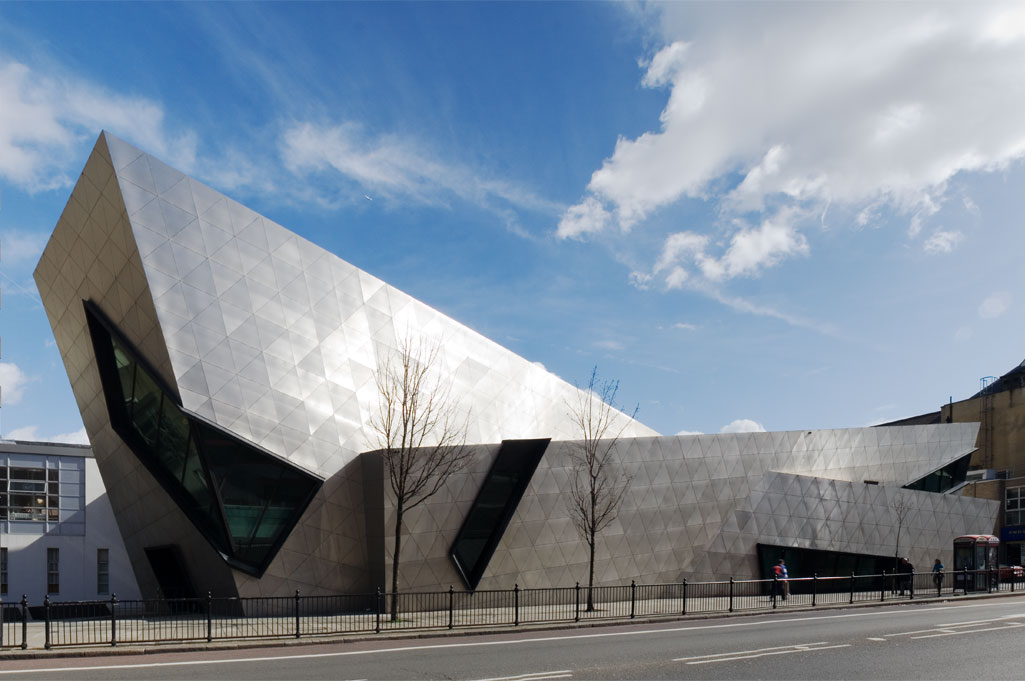
Universitätsgebäude, entworfen von Daniel Libeskind

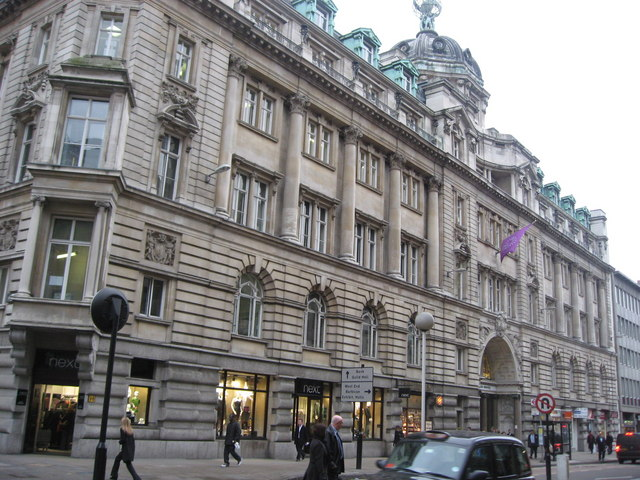
Campus der LMBS (Business School) im Finanzdistrikt Bank

Die London Metropolitan University (informell London Met; vormals London Polytechnic) ist eine Universität in London im Vereinigten Königreich. Die Hochschule besitzt zwei Standorte: Den City Campus im Herzen der City of London und den North Campus im Stadtteil Islington. Sie besteht in ihrer heutigen Form seit 2002, als die London Guildhall University (gegründet 1848) und die University of North London (gegründet 1896) fusionierten.
Ein Schwerpunkt des Studienangebots liegt im Bereich der Wirtschaftswissenschaften. Diese Module werden an der London Metropolitan Business School mit Sitz im Finanzdistrikt Londons angeboten.
Ein Gebäude am North Campus wurde vom weltbekannten Architekten Daniel Libeskind entworfen und bildet seit der Fertigstellung im Jahre 2004 einen architektonischen Höhepunkt des Stadtteils Islington.

## Einteilung
Die Universität ist mit Stand 2021 in sechs Fakultäten (schools) eingeteilt:
- Kunst, Architektur und Design (Art, Architecture and Design)
- Wirtschaft und Jura (Guildhall School of Business and Law)
- Informatik und digitale Medien (School of Computing and Digital Media)
- Humanwissenschaften (Human Sciences), wozu Angewandte Biologie, Chemie, Biochemie und Pharmazie zählen
- Sozialberufe (Social Professions), wozu Bildung/Pädagogik, Öffentliche Verwaltung und
- Sozialwissenschaften (Social Sciences), wozu Psychologie und Soziologie zählen

## Zahlen zu den Studierenden
Von den 10.390 Studenten des Studienjahrens 2019/2020 waren 6.680 weiblich (64,3 %) und 3.705 männlich (35,7 %). 9.165 der Studierenden kamen aus England, 20 aus Schottland, 50 aus Wales, 10 aus Nordirland, 630 aus der EU und 510 aus dem Nicht-EU-Ausland. 8.250 der Studierenden strebten 2019/2020 ihren ersten Studienabschluss an, sie waren also undergraduates. 2.135 arbeiteten auf einen weiteren Abschluss hin, sie waren postgraduates. Davon arbeiteten 140 in der Forschung.
2014/2015 waren es 14.058 Studierende gewesen und 2.400 Mitarbeiter.

## Gruppenausstellungen
- 25. Juni – 6. Juli 2014: Young Swiss Public mit Arbeiten von Raphael Zuber, Pascal Flammer, Angela Deuber, Barão Hutter, Lütjens Padmanabhan, Dreier Frenzel und Brockmann Stierlin[7]